# دهستان قهرود
دهستان قُهرود معرب کُهرود فارسی به معنای کوه و رود نام دهستانی در بخش قمصر شهرستان کاشان، استان اصفهان در ایران است. براساس سرشماری مرکز آمار ایران در سال ۱۳۸۵، جمعیت آن ۱۶۲۷ نفر (۵۸۱ خانوار) بوده‌است.